# توم كارتر (لاعب كرة قدم أمريكية)
توم كارتر (بالإنجليزية: Tom Carter)‏ هو لاعب كرة قدم أمريكية أمريكي، ولد في 5 سبتمبر 1972 في سانت بيترسبرغ في الولايات المتحدة.

## وصلات خارجية
- توم كارتر على موقع مرجع كرة القدم المحترفة.كوم (الإنجليزية)